# 메르세데스-벤츠 GLB
메르세데스-벤츠 GLB는 메르세데스-벤츠의 준중형 고급 SUV이다.

## 1 세대 (X247)

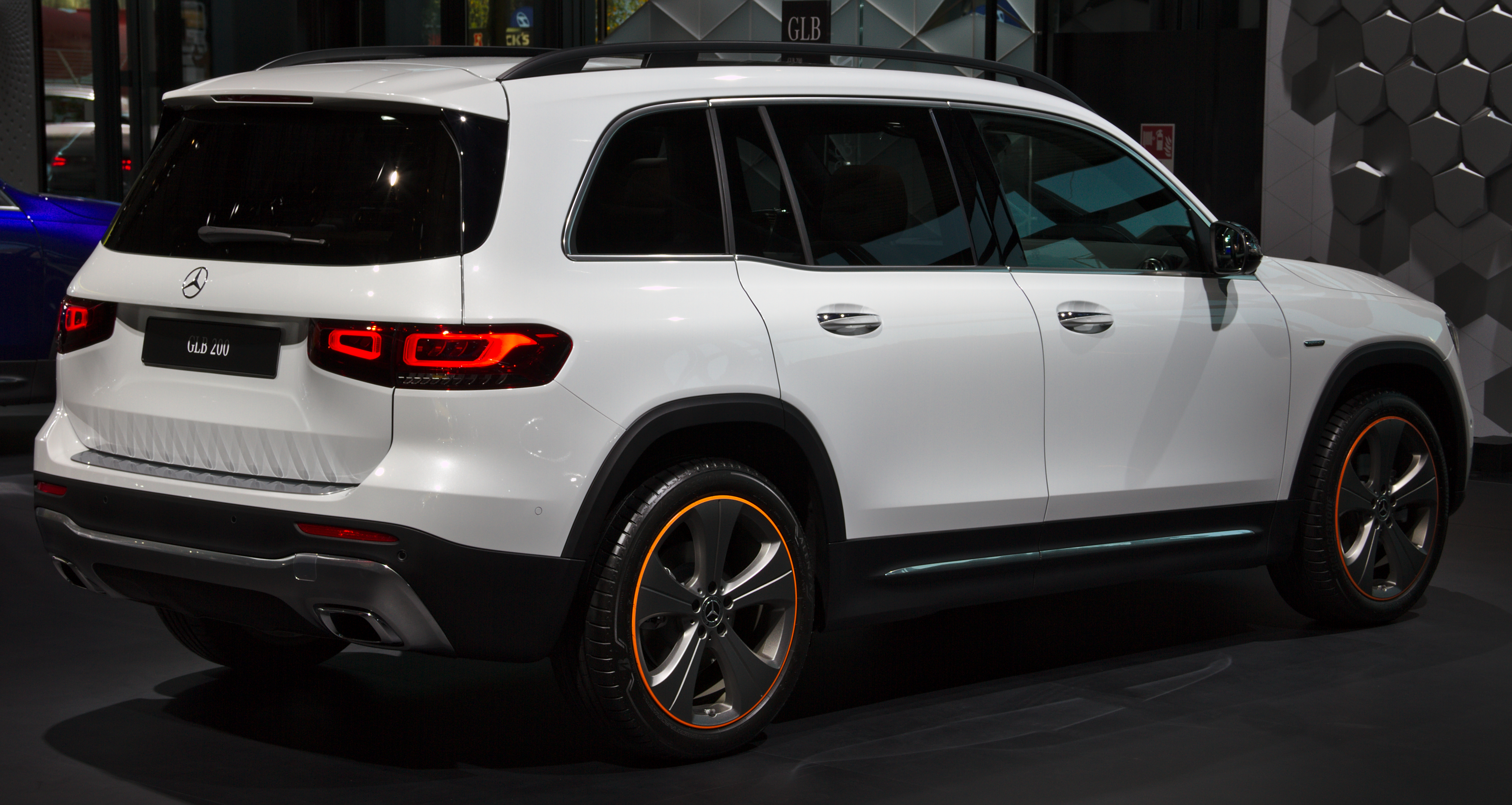
메르세데스 벤츠 GLB 200

2019년 4월 상하이 오토쇼에서 공개된 GLB 컨셉트를 기반으로, 같은 해 6월에 공개되었다. GLB는 GLA와 GLC 사이에 위치하며,W177 A 클래스 및 H247 GLA와 동일한 앞바퀴 구동 MFA2 플랫폼을 사용하지만 휠베이스는 더 길어 실용성이 뛰어나다. 전장은 4,630mm로 X253 GLC보다 22mm 더 짧다. 전륜구동과 8단 듀얼 클러치 자동 변속기가 탑재된다. X253 GLC와 비슷한 크기이지만 X247 GLB는 더 나은 공간 분배로 인해 3열 좌석을 탑재가 가능하다. GLB는 X167 GLS 와 지금은 단종된 각진 X204 GLK에서 영감을 얻은 각진 스타일을 가지고 있다. 선택적 적응 형 댐핑 시스탬이 탑재된 맥퍼슨 스트럿 프론트 및 멀티 링크 리어 서스펜션이 탑재된다. 내부에는 와이드 스크린 콕핏과 최신 버전의 MBUX 터치스크린 인터페이스를 장착하고 있다. 메르세데스-AMG GLB 35 4MATIC은 2019년 8월 28일 2019 IAA 프랑크푸르트 오토쇼에서 공개되었다. GLB 35 4MATIC은 AMG 35 모델 중 8단 자동변속기를 갖춘 최초의 모델로 기록되었다. 다른 AMG 35 모델 (A 35 4MATIC 및 CLA 35 4MATIC)은 7 단 자동 변속기가 제공된다. GLB 35 4MATIC에 적용에 AMG 전용 파나메리카 세로 그릴은 AMG 35 모델에서 처음으로 탑재되었다.
대한민국에는 2020년 8월 27일에 공개하고 9월에 출시했다. 일단 GLB 250의 5인승 모델이 먼저 들어오며, 판매 부진 때문에 2세대를 마지막으로 수입이 중지된 B클래스의 자리를 대체한다.